# 永島四郎 (実業家)
永島四郎（ながしま しろう、生年不詳 - 1978年）は、千葉県出身の日本の実業家、調理師である。昭和初期に横浜市の市民酒場の発展に尽力し、戦後には神奈川県ふぐ協会の設立に携わった。

## 来歴
千葉県久留里の呉服問屋の四男として生まれる。大正時代に横浜の伊勢佐木町に移り住み、酒屋を開業。故郷上総の酒を販売した。1923年の関東大震災で伊勢佐木町の店は被災し、数度の移転ののち横浜市南区睦町で店を再建。1927年には酒屋から飲食店に業態替えし、酒場の「忠勇」となった。その頃には、小売免許を持つ酒屋が安く酒を仕入れることを生かし、つまみを提供して角打ちのサービスを始める店が増えた。これは、飲食店には脅威となった。1938年、永島は飲食店同業者の結束を強めることを目的として、「市民酒場組合」を結成した。南区で発祥した市民酒場組合は中区・西区・保土ケ谷区・神奈川区・鶴見区にも支部が結成され、これらの支部を取りまとめる「横浜市民酒場組合連合会」が組織された。永島は飲食店の営業を守るため、保健所や市の衛生局、厚生省へも陳情を行った。国や県が飲食に対する増税を検討する中で、役人が店に調査に来ているのを見つけると「あれが遊興費に見えるのか。キャバレーに来ているのとは違うんだ」と、市民のささやかな楽しみを守るため、自治体だけでなく国へも訴えかけた。
第二次世界大戦の戦況が悪化し、1941年にはビールや日本酒の流通が配給制となる。大衆酒場ではわずかな酒しか提供できず、適正な利益を得ることが困難になっていった。そこで、県は酒場を統合し、3店舗を1組とする「市民酒場」の制度を始めた。これには、永島が立ち上げた「市民酒場組合」が基礎となっていると考えられている。
戦後の復興期に入り、1947年に永島は横浜市民酒場組合連合会を母体として「神奈川県ふぐ協会」の開設準備を始める。1950年には同協会創設、神奈川県ふぐ取扱業取締条例が施行された。その翌年の1951年には「神奈川県ふぐ調理師免許」の第1回資格試験が実施された。永島は、ふぐ料理の調理技術を体系づけた功績から1968年に勲六等単光旭日章を受章した。
1978年没。享年82。永島が創業した「忠勇」をはじめ、30軒ほどの市民酒場は、現在も営業を続けている。